# مونيا خماسي الألوان
مونيا خماسي الألوان (الاسم العلمي: Lonchura quinticolor) (بالإنجليزية: Five-coloured Munia)‏ هي نوع من الطيور تتبع جنس المونيا من فصيلة شمعية المنقار.